# Sea Wolf
De Sea-Wolf is een Britse luchtdoelraket voor de korte afstand.
De Sea Wolf werd in de jaren zestig en zeventig ontwikkeld ter vervanging van de Sea Cat voor de bescherming van schepen van de Royal Navy tegen vliegtuigen en antischeepsraketten.
De Sea Wolf kwam voor het eerst in gebruik in 1980 aan boord van het fregat HMS Broadsword. De Sea Wolf maakt thans deel uit van de bewapening van de fregatten van het Type 22 en Type 23.
De eerste versie van de Sea Wolf had een bereik van ca. 6 km.